# 경기도 연천 의무병 살인사건
경기도 연천 의무병 살인사건(京畿道漣川醫務兵殺人事件) 혹은 윤승주 일병 살해 사건, 윤승주 일병 폭행치사 사건은 2014년 4월 7일 경기도 연천군 청산면에 있는 대한민국 육군 6군단 예하 28사단 977포병대대 의무대 내무반에서 후임인 윤승주 일병이 이찬희 병장 등 선임병 4명과 유경수 하사 등 초급 간부에게 지속적으로 폭행을 당해 사망한 사건이다. 이들은 2014년 3월부터 윤 일병이 사망하는 4월 7일까지 매일 손, 발, 군화, 슬리퍼 등 다양한 방법으로 윤 일병의 전신을 구타하였고, 이들은 성고문도 가하였다.
한국 육군 28사단 977대대에 파견병으로 온 일병 윤승주에게 977대대 소속 이찬희 병장, 하선우 병장, 이상문 상병, 지정현 상병 등은 수시로 구타, 고문을 가해 의식을 잃게 만들었고, 4월 7일 집단폭행을 당하고 혼수상태에 빠졌던 윤 일병은 사망하였다. 사고 초기인 2014년 5월 2일 육군 28사단측은 살인사건으로 볼 수 없다고 했다가 군 인권센터 임태훈 등의 목격자 면담 및 증언확보, 국민적인 항의 등으로 그해 9월 2일 경기도 용인시의 제3야전군사령부에서는 살인죄로 규정하였다. 피해자인 윤승주 일병은 사망 후 4개월이 지난 8월 4일에 5월 8일부로 일계급 특진되었다. 한편 윤승주 일병은 화장되어 5월 16일에 서울 동작구 현충로 210 (동작동) 국립서울현충원 충혼당에 안치되었다.

## 사건 개요
서울 출신인 윤승주는 2012년 3월 전남과학대학 간호학과에 입학하여 2학기를 마치고 휴학, 육군에 입대하였다. 2013년 12월에 입대해 2014년 2월 28사단 포병연대 본부포대 의무병으로 배치되었다. 그리고 윤 일병은 파견 형식으로 977포병대대로 파견되어 근무했다. 이 사건을 주동한 이찬희 병장 등 일당 4명의 선임병들은 이듬해 2월에 전입하여 의무대 자대 배치를 받은 윤 일병에게 3월 경부터 대답이 느리고 발음이 어눌하다는 이유만으로 매일 수시로 폭력을 행사하고 인격모독과 더불어 부모에 대한 모욕을 일삼았으며 심지어는 성추행까지 저질렀다. 초급 간부 유경수 하사는 관리는커녕 이를 방조 및 폭행에 동참하기도 하였고, 주범 이 찬희병장이 휴가를 간 사이에는 직접적으로 폭행을 저질렀으며 군 간부로서의 품위를 스스로 저버린 채 자신보다 두 살 연상인 이 병장에게 '형님'이라는 존칭까지 쓰고 어울려 다니면서 범행을 독려하기도 하였다.
전남과학대학 재학 중 학생 동아리의 리더였고, 과 대표에 선출되는 등 활동적이었던 윤 일병은 고참병사 4명의 머리, 가슴 등에 수시로 구타당하고 모욕적인 발언과 멸시에 시달렸다.
반면 가해자 이찬희 병장은 2012년 9월 육군에 입대했는데 이등병 당시 28사단 포병연대 262 포병대대에서 복무했으나 당시 이찬희 이병의 고참인 황 모 상병에게 제설 작업을 똑바로 못한다고 심하게 지적을 당하자 이를 빌미로 연대 이등병 캠프에 가서 포병연대장에게 마음의 편지로 "황상병과는 도저히 같이 군복무를 못하겠으니 다른 부대로 전출시켜 달라"라는 내용의 마음의 편지를 썼고 이에 포병연대장은 이찬희의 요구대로 977 포병대대 의무대로 전출 조치했다. 이찬희 병장은 윤 이병에게 구타와 가혹행위를 자행하면서 더욱 겁을 주기 위해 자신의 아버지가 조직폭력배라는 거짓말을 했다.

## 범행 내용
선임병들이 저지른 구타 및 가혹행위 일체는 사실상 비인간적인 범행으로 사회적 비난이 격화되었다. 군 인권센터를 통해 시간대 및 일대기별로 밝힌 내용을 토대로 하면 생활관 바닥에 뱉은 가래침을 핥아 먹도록 강요, 치약을 짜서 강제로 먹이기, 다리를 다친 윤 일병에게 새벽 3시까지 거의 잠을 안재우고 기마자세를 강요하기, 멍든 상처를 치료한다면서 가해자들에게 강압적으로 본인이 직접 성기에 안티푸라민 액체를 바르도록 강요, 나라사랑카드를 이 병장에게 강제로 헌납하기 등 추가적인 구타 및 가혹행위를 자행하였으며, 사망 직전에는 가해자들이 '아예 죽었으면 좋겠다'는 말과 함께 주변 목격자들에게도 함구령을 내리기까지 한 것으로 드러났다. 가해자들은 윤 일병에 잠을 재우지 않는 ‘취침 통제’를 지속적으로 가했으며 개 흉내를 내라고 하면서 바닥에 뱉은 가래침까지 핥아먹게 하기도 했다. 이들은 윤 일병에 대한 가혹행위가 외부에 알려지는 것을 막기 위해 윤 일병이 일요일에 교회에 가는 것을 막았다. 가족을 초청하는 군대 내 행사가 열릴 때에도 점수가 부족해 가족 초청 자격이 없다며 이를 방해하였다. 또한 피해자 윤 일병은 사망 2~3일전부터 선임병들에게 "살려주세요"라고 애원하기도 했으며, 사망 당일 소대 회식 중 폭행으로 의식을 잃고 쓰러지자 범행 은폐 준비까지 저질렀던 것으로 드러났다.
개인적으로 이 병장은 평소 기독교에 대한 반감 때문에 기독교 신자인 윤 일병이 주말에 종교행사로 교회에 가는 것을 막은 것으로 알려졌다.

## 사망 당시
2014년 4월 6일에도 이모 병장과 그의 사주를 받은 하모 병장, 이모 상병, 지모 상병 등에 의한 윤 일병에 대한 구타는 계속되었다. 이들은 주먹과 발로 내무반에 있는 윤 일병을 가격하였다.

## 사건 진행 상황

### 재판장
2014년 7월 31일, 이 사건이 군 인권센터를 통해 공개되면서 원래 일반적인 군사재판은 재판장의 계급이 대령인 사단급 군사법원에서 진행되지만, 국방부측에서 사건의 중대성을 감안하여 재판장의 계급을 장성급(최하 준장)으로 격상시켜 3군사령부에서 맡게됨과 동시에 재수사및 추가수사에 들어갔다.

### 살인죄 적용 여부
2014년 5월 2일 기소했을 당시 28사단 군 검찰에서 상해치사죄로 기소가 되면서 논란이 일었으며 군인권센터를 통해 사건의 전말을 낱낱이 공개하기 전의 재판은 한 마디로 엉망이었다. 핵심 증인인 의무대 입원환자 김 모 일병을 출석시키지 않았고, 28사단 헌병대와 군 검찰은 미필적 고의에 대한 살인에 대해 묻지 않고 증거물에 대해 의도적으로 누락시키는 등 상해치사죄로 급하게 마무리함으로써 사건 전모의 은폐를 꾀하기도 했다. 28사단 검찰부는 5월 2일 제출한 공소장에 '기도폐쇄에 의한 뇌손상 등'으로 사망했다고 기재했다. 5월13일 송부된 결과서에는 '기도폐색성 질식사 추정'으로 기재되어 있었다. 하지만 부검의는 공판정에 증인으로 출석해 '폭행행위가 기도폐색의 유발요인으로 작용할 가능성이 크다'고 진술하였다.
군인권센터를 통해 이 사건의 진실이 폭로되면서 항의가 계속되자 국방부에서는 관심사건으로 분류되어 28사단 군사법원에서 3군사령부 군사법원으로 옮겨졌고, 9월 2일 윤승주 일병 집단 구타 사망 사건과 관련해 가해자 6명 중 4명의 죄목이 상해치사죄에서 살인죄로 변경됐다. 군 검찰측은 9월 2일 미필적 고의에 따라 살인죄를 적용해야된다는 여론에 따라 유 하사를 제외한 네 명의 가해 병사들에게 살인죄를 적용하는 방향으로 공소장을 변경했다. 법리적으로 살인죄가 인정되지 않을 경우에 대비하여 폭행당해 사망한 것에 대해 주 혐의로 ‘살인죄’, 예비 혐의로 ‘상해치사죄’를 적용한다. 제3야전군사령부 보통검찰부는 "육군 28사단 977포병대대 본부포대 의무병 윤(22) 일병 사망사건과 관련해 가해자 이찬희(25) 병장, 하선우(22) 병장, 이상문(20) 상병, 지정현(20) 상병 등 구속된 피고인 4명에 대해 주위적으로 살인죄, 예비적으로 상해치사죄를 적용하는 것으로 공소장을 변경하기로 했다"고 언론에 밝혔다. 검찰부는 "윤일병 사인에 대해서도 당초와 달리 장기간 지속적인 폭행 등 가혹행위에 의한 '좌멸증후군' 및 '속발성 쇼크'도 중요한 원인이 된 것으로 판단했다"고 밝혔다. 이후 이들의 지휘관인 본부포대장 김 모 중위 및 본부행정보급관 김 모 상사 등 2명을 추가로 조사했다.

### 재판 결과
2014년 10월 24일, 결심 공판에서 군 검찰 측은 이찬희 병장에게 사형, 하선우 병장, 지정현 상병, 이상문 상병에게는 무기징역, 폭행을 방조한 의무반 의무지원관 유경수 하사에게 징역 10년, 선임병의 지시로 폭행에 가담하고 증거인멸을 시도한 이 모 일병에게 징역 6월을 각각 구형했지만 2014년 10월 30일, 선고 공판에서 군 법원은 이찬희 병장에게 징역 45년을, 하선우 병장에게는 징역 30년을, 이상문 상병과 지정현 상병에게는 각각 징역 25년을 선고했고, 유경수 하사에게는 징역 15년, 이 일병에게는 징역 3월에 집행유예 6개월을 선고했다. 이들은 살인죄가 아닌 상해치사죄가 적용되었다. 하지만 윤 일병의 유가족과 3군 사령부 보통 검찰부는 형량에 불만을 갖고 항소의 뜻을 밝혔으며, 살인죄가 인정되지 않자, 윤 일병 유족들은 이에 울분을 터뜨리면서 강한 불만과 나라에 대한 강한 불신감을 드러내는 상황까지 벌어지고 말았고, 이는 많은 네티즌들의 공분을 사게 되었다.
군 검찰 및 윤 일병의 유가족의 항소로 국방부 고등군사법원에서 항소심 재판이 열렸으며 2015년 4월 9일, 이 병장을 비롯한 4명의 피고에게 살인죄가 적용되어 이찬희 병장에게는 징역 35년을 선고하고 성범죄 신상정보 등록을 고지하였으며, 하선우 병장, 지정현 상병, 이상문 상병에게는 각각 징역 12년을 선고하였고 유경수 하사에게는 징역 10년, 이 일병에게는 벌금 300만원이 선고되었다.
한편 국방부 당국은 4월 사망한 윤 일병을 순직 처리하면서 5월 8일부로 상병으로 추서하고, 5월 16일 국립서울현충원 충혼당(봉안당)에 안치되었다.
2015년 10월 29일 대법원은 사건의 주범인 이 병장에게만 미필적 고의에 의한 살인죄를 인정하고 나머지 인원에게 상해치사죄를 적용해야 한다고 판결했다. 그러나 2015년 9월에 헌법재판소가 폭력행위 등 처벌에 관한 법률의 흉기휴대폭행죄를 형법에 비해 가중처벌하는 것이 위헌이라고 결정했기 때문에 주범인 이 병장에 대해서도 파기환송했다. 주범 이병장은 국군교도소에서 복역 중에 다른 수감자에 대해 가혹행위를 저질러 징역 30년이 구형되었다. 이 피해를 입은 다른 수감자 중 장애가 있음에도 입영대상자로 분류되어 입대하게 된 지적장애인도 있었다.  그러나 윤일병 사건에 징역 35년, 교도소내 가혹행위에 대해 징역 30년이 확정되더라도 최대 50년만 복역하면된다. 그러나 징역 3년이 선고됐다. 그러면 3년을 추가로 복역해야한다.
2016년 파기환송심에서 고등군사법원은 이찬희 병장에게 미필적 고의에 의한 살인죄로 징역 40년을 선고했다. 상해치사죄가 인정된 하선우 병장, 지정현 상병, 이상문 상병에게는 각각 징역 7년을 선고하였고 유경수 하사에게는 징역 5년을 선고했다.

## 사회적인 여파
자녀의 군 입대를 앞둔 부모의 불안감이 커지게 되었으며, 이 사건을 지켜 본 한 젊은 청년은 군대를 아직 안 다녀왔는데 계속해서 군내 문제가 반복되는 데 큰 불안감과 함께 군대 가기가 싫어지고 화가 난다는 반응을 보였다. 이 사건과 관련하여 탄핵당한 박근혜 전대통령은 앞으로 이런 일이 있으면 어떤 책임을 져야 한다는 것을 확실하게 보여 주는 차원에서 모든 가해자와 방조자들을 철저히 조사하여 일벌백계로 책임을 물어야 한다고 지시하였다.
이 사건으로 인해 또다시 모병제가 공론화되기 시작했다. 이유인 즉, 군복무를 하면 안 되는 인원이 군복무를 했을 때의 결과물을 너무 노골적으로 보여줬기 때문이다.
한편 군인권센터에 의해 공개된 잔혹한 범행 상황을 본 국민들의 여론이 악화되었고 가해자에 대한 신상 공개와 더불어 30대가 되면 출소할 거라는 두려움의 여론 등으로 사형 또는 종신형 등으로 사회로부터 격리시켜야 한다는 주장이 일어났다. 현재 일부 네티즌과 가해자들의 지인 등을 통하여 실명과 생년월일 및 SNS계정이 유출되면서 뉴스 덧글로 전파되기에 이르렀다.
이 사건이 알려진 후 육군참모총장 권오성은 8월 5일, 한민구 국방부 장관을 만난 자리에서 이 사건의 책임을 들어 사의를 표명했다고 밝혔다.

## 같이 보기
- 훙중추 사건
- 강원도 고성 군부대 총기 난사 사건
- 강화도 해병대 총기 난사 사건
- 군인권센터
- 임태훈
- 대한민국 28보병사단
- 박상혁
- 박태인 고문치사 사건